# Eriosema platycarpon
Eriosema platycarpon är en ärtväxtart som beskrevs av Marc Micheli. Eriosema platycarpon ingår i släktet Eriosema och familjen ärtväxter. Inga underarter finns listade i Catalogue of Life.